# 73a Mostra Internacional de Cinema de Venècia

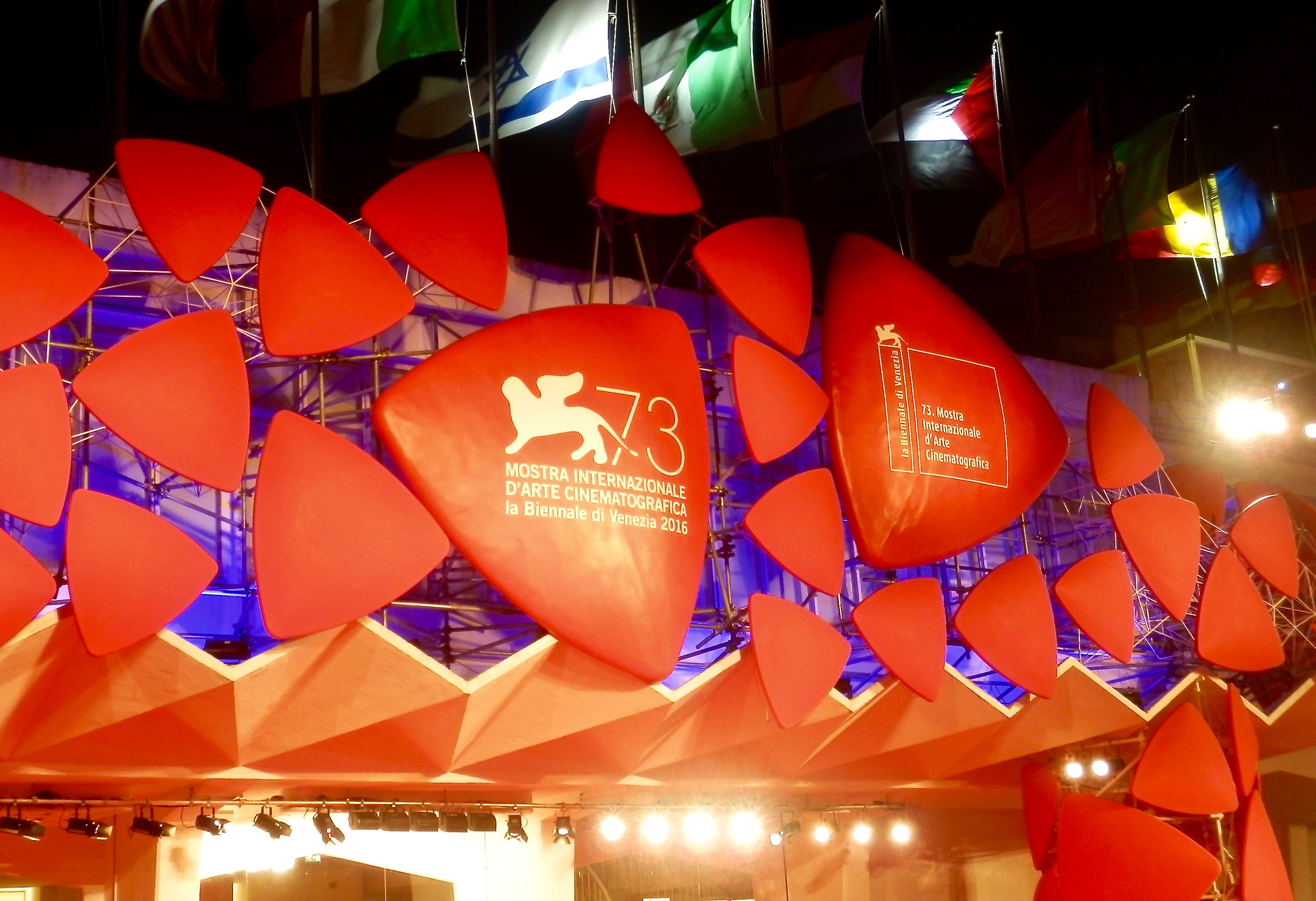
Logotip del festival de Venècia de 2016

La 73a Mostra Internacional de Cinema de Venècia va tenir lloc del 31 d'agost al 10 de setembre de 2016. El director anglès Sam Mendes va ser el president del jurat de la competició principal. El festival va obrir amb la pel·lícula musical de Damien Chazelle La La Land. El Lleó d'Or fou atorgat a la pel·lícula de Lav Diaz Ang Babaeng Humayo.
En aquesta edició del festival es va introduir un nou projecte anomenat Venice Production Bridge. El nou projecte té com a objectiu atraure professionals del sector i centrar-se en projectes originals per a pel·lícules, internet, sèries, realitat virtual i treballs en curs, per ajudar-los al seu desenvolupament i producció. També està destinat a treballar conjuntament amb el Venice Film Market, que es va iniciar el 2012. Aquests projectes, com ara Final Cut in Venice, destinat a finançar pel·lícules originals de països africans, i el Venice Gap-Financing Market, quedaran inclosos al seu abast.

## Jurats

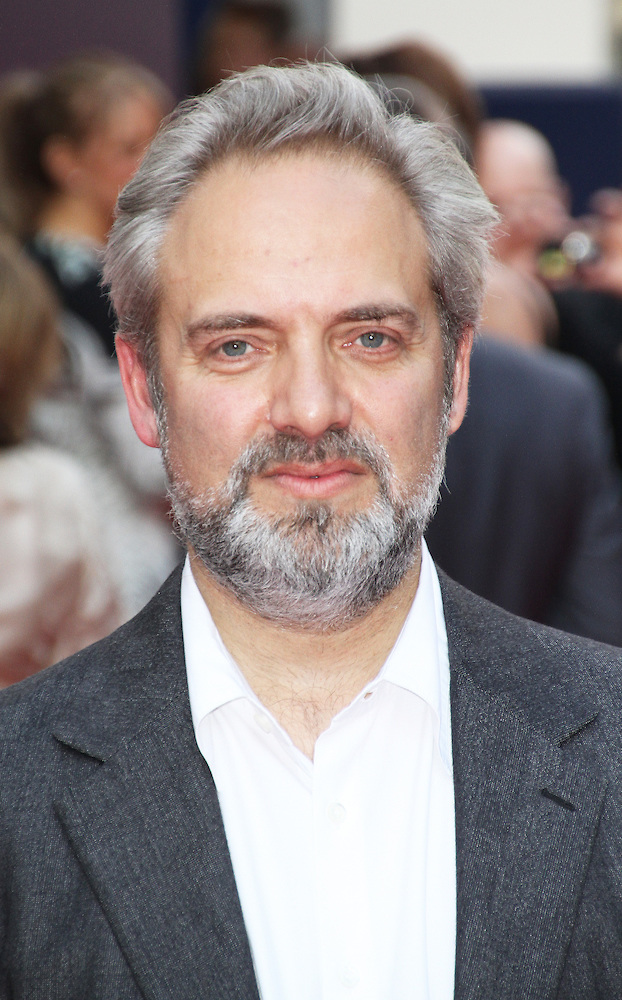
Sam Mendes, president del Jurat de la competició principal

Els jurats de la mostra de 2016 van estar formats per:
Competició principal (Venezia 73)
- Sam Mendes, director anglès (Jury President)
- Laurie Anderson, compositora i directora estatunidenca
- Gemma Arterton, actriu anglesa
- Giancarlo De Cataldo, escriptor italià
- Nina Hoss, actriu alemanya
- Chiara Mastroianni, actriu franco-italiana
- Joshua Oppenheimer, director estatunidenc
- Lorenzo Vigas, director, guionista i productor veneçolà
- Zhao Wei, actriu, cantant i directora xinesa

Horitzons (Horizonti)
- Robert Guédiguian, actor, guionista i director francès (President)
- Jim Hoberman, crític i acadèmic estatunidenc
- Nelly Karim, actriu, model i ballarina egípcia
- Valentina Lodovini, actriu italiana
- Moon So-ri, actriu, directora i guionista sud-coreana
- José María (Chema) Prado, director de la Filmoteca Española
- Chaitanya Tamhane, cineasta hindu

Opera Prima (Premi Venècia a la pel·lícula de debut)
- Kim Rossi Stuart, actor i director italià (President)
- Rosa Bosch, productora espanyola
- Brady Corbet, actor i director estatunidenc
- Pilar López de Ayala, actriu espanyola
- Serge Toubiana, periodista i crític tunisià

## Selecció oficial

### En competició
Les següents pel·lícules foren seleccionades per competir pel Lleó d'Or:
| Títol original             | Director(s)                        | País de producció                       |
| -------------------------- | ---------------------------------- | --------------------------------------- |
| Arrival                    | Denis Villeneuve                   | Estats Units                            |
| The Bad Batch              | Ana Lily Amirpour                  | Estats Units                            |
| Les Beaux Jours d'Aranjuez | Wim Wenders                        | França, Alemanya                        |
| El Cristo ciego            | Christopher Murray                 | França, Xile                            |
| Brimstone                  | Martin Koolhoven                   | França, Països Baixos                   |
| El ciudadano ilustre       | Gastón Duprat i Mariano Cohn       | Argentina, Espanya                      |
| Frantz                     | François Ozon                      | França, Alemanya                        |
| Jackie                     | Pablo Larraín                      | Xile, Estats Units                      |
| La La Land                 | Damien Chazelle                    | Estats Units                            |
| The Light Between Oceans   | Derek Cianfrance                   | Estats Units, Austràlia, Nova Zelanda   |
| Nocturnal Animals          | Tom Ford                           | Estats Units                            |
| On the Milky Road          | Emir Kusturica                     | Mèxic, Sèrbia, Regne Unit, Estats Units |
| Ray (Рай)                  | Andrei Konchalovsky                | Alemanya, Rússia                        |
| Piuma                      | Roan Johnson                       | Itàlia                                  |
| Questi giorni *            | Giuseppe Piccioni                  | Itàlia                                  |
| Spira Mirabilis            | Massimo D'Anolfi i Martina Parenti | Itàlia                                  |
| La región salvaje *        | Amat Escalante                     | Mèxic, Dinamarca                        |
| Voyage of Time             | Terrence Malick                    | Estats Units                            |
| Ang Babaeng Humayo *       | Lav Diaz                           | Filipines                               |
| Une vie                    | Stéphane Brizé                     | França                                  |

El títol il·luminat indica guanyador del Lleó d'Or. - *  indica pel·lícula elegible al Lleó Queer.

### Fora de competició
Les següents pel·lícules foren exhibides "fora de competició":
| Títol original             | Director(s)                                                  | País de producció                                 |
| -------------------------- | ------------------------------------------------------------ | ------------------------------------------------- |
| Mil Jeong                  | Kim Jee-woon                                                 | Corea del Sud                                     |
| American Anarchist         | Charlie Siskel                                               | Estats Units                                      |
| Assalto al cielo           | Francesco Munzi                                              | Itàlia                                            |
| Austerlitz                 | Sergei Loznitsa                                              | Alemanya                                          |
| The Bleeder                | Philippe Falardeau                                           | Estats Units, Canadà                              |
| Gantz: O                   | Yasushi Kawamura                                             | Japó                                              |
| Hacksaw Ridge              | Mel Gibson                                                   | Estats Units, Austràlia                           |
| I Called Him Morgan        | Kasper Collin                                                | Suècia, Estats Units                              |
| The Journey                | Nick Hamm                                                    | Regne Unit                                        |
| The Magnificent Seven      | Antoine Fuqua                                                | Estats Units                                      |
| Monte                      | Amir Naderi                                                  | Itàlia, Estats Units, França                      |
| À jamais                   | Benoît Jacquot                                               | França, Portugal                                  |
| One More Time With Feeling | Andrew Dominik                                               | Regne Unit                                        |
| La nostra guerra           | Bruno Chiaravalloti, Claudio Jampaglia, Benedetta Argentieri | Itàlia, Estats Units                              |
| Planetarium                | Rebecca Zlotowski                                            | França, Bèlgica                                   |
| Safari                     | Ulrich Seidl                                                 | Àustria, Dinamarca                                |
| Tommaso                    | Kim Rossi Stuart                                             | Itàlia                                            |
| The Young Pope             | Paolo Sorrentino                                             | Itàlia, França, Espanya, Regne Unit, Estats Units |

### Horitzons
Les següents pel·lícules foren seleccionades per la secció Horitzons (Orizzonti):
| Pel·lícules              | Pel·lícules                      | Pel·lícules                               | Pel·lícules |
| Títol original           | Director(s)                      | País de producció                         |             |
| ------------------------ | -------------------------------- | ----------------------------------------- | ----------- |
| Koca Dünya               | Reha Erdem                       | Turquia                                   |             |
| Ku Qian (苦钱)           | Wang Bing                        | Hong Kong                                 |             |
| Kékszakállú              | Gastón Solnicki                  | Argentina                                 |             |
| Boys in the Trees *      | Nicholas Verso                   | Austràlia                                 |             |
| Dark Night               | Tim Sutton                       | Estats Units                              |             |
| Dawson City: Frozen Time | Bill Morrison                    | França, Estats Units                      |             |
| Die Einsiedler           | Ronny Trocker                    | Àustria, Alemanya                         |             |
| Tarde para la ira        | Raúl Arévalo                     | Espanya                                   |             |
| Il più grande sogno      | Michele Vannucci                 | Itàlia                                    |             |
| Gukoroku                 | Kei Ishikawa                     | Japó                                      |             |
| Réparer les vivants      | Katell Quillévéré                | Bèlgica, França                           |             |
| Home                     | Fien Troch                       | Bèlgica                                   |             |
| King of the Belgians     | Peter Brosens, Jessica Woodworth | Bèlgica, Bulgària, Països Baixos          |             |
| Liberami                 | Federica Di Giacomo              | Itàlia, França                            |             |
| Malaria (مالاریا)        | Parviz Shahbazi                  | Iran                                      |             |
| São Jorge                | Marco Martins                    | França, Portugal                          |             |
| Maudite poutine          | Karl Lemieux                     | Canadà                                    |             |
| Laavor Et Hakir          | Rama Burshtein                   | Israel                                    |             |
| Seto Surya               | Deepak Rauniyar                  | Nepal, Països Baixos, Qatar, Estats Units |             |

| Curtmetratges                    | Curtmetratges                 | Curtmetratges               | Curtmetratges |
| Títol original                   | Director(s)                   | País de producció           |               |
| -------------------------------- | ----------------------------- | --------------------------- | ------------- |
| 500,000 Pee                      | Chai Siris                    | Tailàndia                   |               |
| Amalimbo                         | Juan Pablo Libossart          | Suècia, Estònia             |               |
| Ce qui nous éloigne              | Wei Hu                        | França                      |               |
| Colombi                          | Luca Ferri                    | Itàlia                      |               |
| Dadyaa                           | Bibhusan Basnet, Pooja Gurung | Nepal, França               |               |
| Prima Noapte                     | Andrei Tanase                 | Romania, Alemanya           |               |
| Srecno, Orlo!                    | Sara Kern                     | Eslovènia, Croàcia, Àustria |               |
| Good News                        | Giovanni Fumu                 | Corea del Sud, Itàlia       |               |
| Midwinter                        | Jake Mahaffy                  | Estats Units, Nova Zelanda  |               |
| Molly Bloom                      | Chiara Caselli                | Itàlia                      |               |
| On the Origin of Fear            | Bayu Prihantoro Filemon       | Indonèsia                   |               |
| Le reste est l'oeuvre de l'homme | Doria Achour                  | França, Tunísia             |               |
| Ruah                             | Flurin Giger                  | Suïssa                      |               |
| Samedi Cinema                    | Mamadou Dia                   | Senegal                     |               |
| Stanza 52                        | Maurizio Braucci              | Itàlia                      |               |
| La voz perdida                   | Marcelo Martinessi            | Paraguai, Veneçuela, Cuba   |               |

El títol il·luminat indica guanyadors del Premi Horitzons a la Millor Pel·lícula i al Millor Curtmetratge respectivament.
*  indica pel·lícula elegible al Lleó Queer.

### Clàssics de Venècia
Es va projectar en aquesta secció la següent selecció de pel·lícules clàssiques i documentals restaurats:
| Pel·lícules clàssiques restaurades                    | Pel·lícules clàssiques restaurades | Pel·lícules clàssiques restaurades | Pel·lícules clàssiques restaurades |
| Títol original                                        | Director(s)                        | País de producció                  |                                    |
| ----------------------------------------------------- | ---------------------------------- | ---------------------------------- | ---------------------------------- |
| 1848 (1948, curt documental)                          | Dino Risi                          | Itàlia                             |                                    |
| An American Werewolf In London (1981)                 | John Landis                        | Regne Unit                         |                                    |
| L'Argent (aka Money) (1983)                           | Robert Bresson                     | França, Suïssa                     |                                    |
| La Battaglia di Algeri (1966)                         | Gillo Pontecorvo                   | Itàlia, Algèria                    |                                    |
| The Brat (1931)                                       | John Ford                          | Estats Units                       |                                    |
| L'uomo dei cinque palloni (1965)                      | Marco Ferreri                      | Itàlia, França                     |                                    |
| Processo alla città (1952)                            | Luigi Zampa                        | Itàlia                             |                                    |
| Очи чёрные (1987)                                     | Nikita Mikhalkov                   | Itàlia, Unió Soviètica             |                                    |
| Dawn of the Dead (1978)                               | George A. Romero                   | Estats Units, Itàlia               |                                    |
| Tutti a casa (1960)                                   | Luigi Comencini                    | Itàlia, França                     |                                    |
| Opfergang (1943)                                      | Veit Harlan                        | Alemanya                           |                                    |
| Shanzhong chuanqi (1979)                              | King Hu                            | Hong Kong                          |                                    |
| Manhattan (1979)                                      | Woody Allen                        | Estats Units                       |                                    |
| Shabhaye Zayendeh-Rood (1990) - pel·lícula d'apertura | Mohsen Makhmalbaf                  | Iran                               |                                    |
| The Ondekoza (1981, documental musical)               | Tai Kato                           | Japó                               |                                    |
| Pretty Poison (1968)                                  | Noel Black                         | Estats Units                       |                                    |
| Profumo di donna (1974)                               | Dino Risi                          | Itàlia                             |                                    |
| Shichinin no Samurai (1954)                           | Akira Kurosawa                     | Japó                               |                                    |
| Stàlker (Сталкер) (1979)                              | Andrei Tarkovsky                   | Unió Soviètica                     |                                    |
| Le voleur (1967)                                      | Louis Malle                        | França, Itàlia                     |                                    |
| Twentieth Century (1934)                              | Howard Hawks                       | Estats Units                       |                                    |

| Documentals sobre cinema                              | Documentals sobre cinema                       | Documentals sobre cinema | Documentals sobre cinema |
| Títol original                                        | Director(s)                                    | País de producció        |                          |
| ----------------------------------------------------- | ---------------------------------------------- | ------------------------ | ------------------------ |
| Acqua e zucchero. Carlo Di Palma, i colori della vita | Fariborz Kamkari                               | Itàlia                   |                          |
| Along for the Ride                                    | Nick Ebeling                                   | Estats Units             |                          |
| Bozzetto non troppo                                   | Marco Bonfanti                                 | Itàlia                   |                          |
| Cinema Futures                                        | Michael Palm                                   | Àustria                  |                          |
| David Lynch: The Art Life                             | Jon Nguyen, Olivia Neergaard-Holm, Rick Barnes | Estats Units, Dinamarca  |                          |
| E venne l'uomo – Un dialogo con Ermanno Olmi (curt)   | Alessandro Bignami                             | Itàlia                   |                          |
| Events in a Cloud Chamber (curt)                      | Ashim Ahluwalia                                | Índia                    |                          |
| Le Concours                                           | Claire Simon                                   | França                   |                          |
| Perché sono un genio! Lorenza Mazzetti                | Stefano Della Casa, Francesco Frisari          | Itàlia                   |                          |
| Viaggio nel cinema in 3D. Una storia Vintage          | Jesus Garcès Lambert                           | Itàlia                   |                          |

El títol il·luminat indica els premis a la Millor Pel·lícula Restaurada i al Millor Documental sobre Cinema respectivamente.

### Biennale College - Cinema
Les següents pel·lícules foren projectades a la secció "Biennale College - Cinema", un taller de formació en educació superior per a llargmetratges amb micro-pressupostos:
| Títol original | Director(s)                     | País de producció |
| -------------- | ------------------------------- | ----------------- |
| Orecchie       | Alessandro Aronadio             | Itàlia            |
| Mukti Bawan    | Shubhashish Bhutiani            | Índia             |
| La Soledad     | Jorge Thielen Armand            | Veneçuela         |
| Una Hermana    | Sofia Brockenshire, Verena Kuri | Argentina         |

### Final Cut in Venice
Es van projectar les següents pel·lícules per a la secció "Final Cut in Venice", un taller per donar suport a la postproducció de pel·lícules procedents d'Àfrica:
| Títol original       | Director(s)    | País de producció                           |
| -------------------- | -------------- | ------------------------------------------- |
| Félicité             | Alain Gomis    | França, Senegal, Bèlgica                    |
| Ghost Hunting        | Raed Andoni    | Palestina, França, Suïssa                   |
| Obscure (Documental) | Soudade Kaadan | Síria, Líban                                |
| One of These Days    | Nadim Tabet    | Líban                                       |
| Poisonous Roses      | Fawzi Saleh    | Egipte, França, Qatar                       |
| The Wound            | John Trengove  | Sud-àfrica, Alemanya, Països Baixos, França |

### Il Cinema nel Giardino
Les següents pel·lícules foren seleccionades per la secció Il Cinema nel Giardino:
| Títol original                          | Director(s)                 | País de producció    |
| --------------------------------------- | --------------------------- | -------------------- |
| Franca: Chaos and Creation (documental) | Francesco Carrozzini        | Itàlia, Estats Units |
| In Dubious Battle                       | James Franco                | Estats Units         |
| Inseparables                            | Marcos Carnevale            | Argentina            |
| My Art                                  | Laurie Simmons              | Estats Units         |
| Geumul                                  | Kim Ki-Duk                  | Corea del Sud        |
| Robinù (documental criminal)            | Michele Santoro             | Itàlia               |
| The Secret Life of Pets (animació 3D)   | Chris Renaud, Yarrow Cheney | Estats Units         |
| L'estate addosso                        | Gabriele Muccino            | Itàlia               |

### Projeccions especials
La següent pel·lícula fou presentada com a Projecció Especial de la Selecció Oficial:
- Spes contra Spem: Liberi Dentro (documental de presó) d'Ambrogio Crespi

## Seccions autònomes

### Setmana de la Crítica del Festival de Cinema de Venècia
Les següents pel·lícules foren exhibides com en competició per la 31a Setmana de la Crítica:
| En competició                  | En competició       | En competició                              | En competició |
| Títol original                 | Director(s)         | País de producció                          |               |
| ------------------------------ | ------------------- | ------------------------------------------ | ------------- |
| Jours de France *              | Jérôme Reybaud      | França                                     |               |
| Tabl                           | Keywan Karimi       | França, Iran                               |               |
| Akher Wahed Fina               | Ala Eddine Slim     | Líban, Qatar, Tunísia, Emirats Àrabs Units |               |
| Le Ultime Cose *               | Irene Dionisio      | França, Itàlia, Suïssa                     |               |
| Los Nadie                      | Juan Sebastián Mesa | Colòmbia                                   |               |
| Prank                          | Vincent Biron       | Canadà                                     |               |
| Singing sa mga Dakong Libingan | Bradley Liew        | Malàisia, Filipines                        |               |

| Esdeveniments especials – Fora de competició | Esdeveniments especials – Fora de competició | Esdeveniments especials – Fora de competició | Esdeveniments especials – Fora de competició |
| Moment                                       | Títol original                               | Director(s)                                  | País de producció                            |
| -------------------------------------------- | -------------------------------------------- | -------------------------------------------- | -------------------------------------------- |
| Pel·lícula d'apertura                        | Prevenge                                     | Alice Lowe                                   | Regne Unit                                   |
| Pel·lícula de clausura                       | Are We Not Cats                              | Xander Robin                                 | Estats Units                                 |

*  indica pel·lícula elegible al Lleó Queer.

### Dies de Venècia
Les següents pel·lícules foren seleccionades per la 13a edició de la secció autònoma Dies de Venècia (Giornate degli Autori):
| Selecció oficial             | Selecció oficial                   | Selecció oficial                  | Selecció oficial |
| Títol original               | Director(s)                        | País de producció                 |                  |
| ---------------------------- | ---------------------------------- | --------------------------------- | ---------------- |
| Pariente                     | Ivan D. Gaona                      | Colòmbia                          |                  |
| Hjartasteinn *               | Guðmundur Arnar Guðmundsson        | Islàndia                          |                  |
| Hounds of Love               | Ben Young                          | Austràlia                         |                  |
| Indivisibili *               | Edoardo De Angelis                 | Itàlia                            |                  |
| Pamilya Ordinaryo            | Eduardo Roy, Jr.                   | Filipines                         |                  |
| Polina, danser sa vie        | Angelin Preljocaj, Valérie Müller  | França                            |                  |
| Ne gledaj mi u pijat         | Hana Jušić                         | Croàcia, Dinamarca                |                  |
| The Road to Mandalay         | Midi Z                             | Taiwan, Myanmar, França, Alemanya |                  |
| Sameblod                     | Amanda Kernell                     | Suècia                            |                  |
| The War Show                 | Andreas Dalsgaard i Obadiah Zytoon | Síria                             |                  |
| Ombre dal fondo (documental) | Paola Piacenza                     | Itàlia                            |                  |
| La ragazza del mondo         | Marco Danieli                      | Itàlia                            |                  |

| Esdeveniments especials                                 | Esdeveniments especials            | Esdeveniments especials          | Esdeveniments especials |
| Títol original                                          | Director(s)                        | País de producció                |                         |
| ------------------------------------------------------- | ---------------------------------- | -------------------------------- | ----------------------- |
| Always Shine                                            | Sophia Takal                       | Estats Units                     |                         |
| Caffè                                                   | Cristiano Bortone                  | Bèlgica, R.P. de la Xina, Itàlia |                         |
| Il profumo del tempo delle favole (documental)          | Mauro Caputo                       | Itàlia                           |                         |
| Rocco (documental)                                      | Thierry Demaiziere i Alban Teurlai | França                           |                         |
| L'uomo che non cambiò la storia (documental)            | Enrico Caria                       | Itàlia                           |                         |
| Vangelo (documental)                                    | Pippo Delbono                      | Itàlia, Bèlgica, Suïssa          |                         |
| You Never Had It. An Evening with Bukowski (documental) | Matteo Borgardt                    | Estats Units, Itàlia, Mèxic      |                         |

| Miu Miu Women's Tales | Miu Miu Women's Tales | Miu Miu Women's Tales |
| Títol original        | Director(s)           | País de producció     |
| --------------------- | --------------------- | --------------------- |
| Seed                  | Naomi Kawase          | Japó                  |
| That One Day          | Crystal Moselle       | Estats Units          |

| Premi Lux                | Premi Lux     | Premi Lux                                             | Premi Lux |
| Títol original           | Director(s)   | País de producció                                     |           |
| ------------------------ | ------------- | ----------------------------------------------------- | --------- |
| Toni Erdmann             | Maren Ade     | Alemanya, Àustria, Mònaco, Romania, França            |           |
| Ma vie de Courgette      | Claude Barras | Suïssa, França                                        |           |
| À peine j'ouvre les yeux | Leyla Bouzid  | Tunísia, França, Bèlgica, Emirats Àrabs Units, Suïssa |           |

El títol il·luminat indica el guanyador del Premi Oficial Dies de Venècia.
*  indica pel·lícula elegible al Lleó Queer.

## Premis

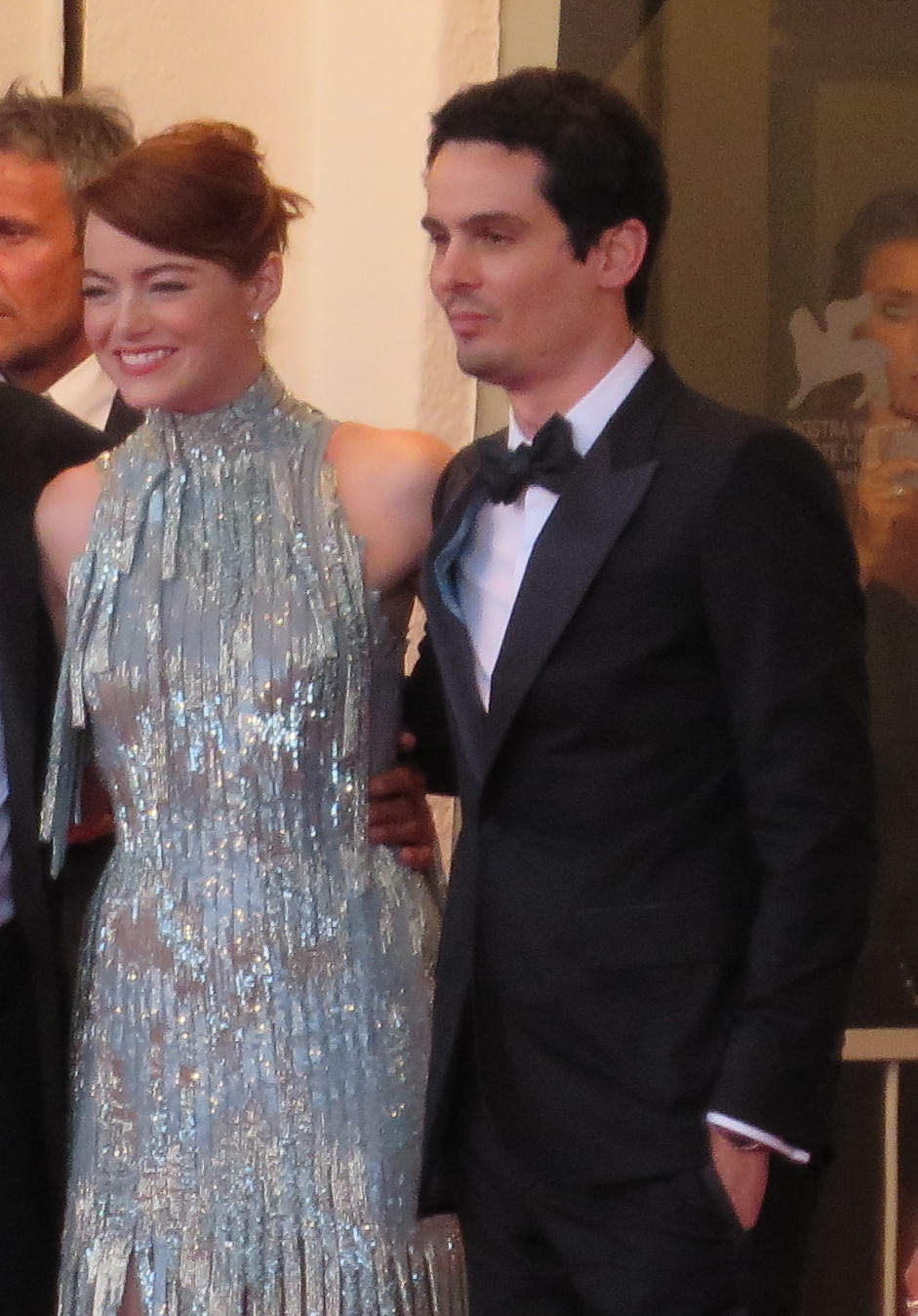
Emma Stone, millor actriu

### Selecció oficial
Els següents premis de la Selecció Oficial foren presentats en la 73a edició:
En competició (Venezia 73)
- Lleó d'Or: Ang Babaeng Humayo de Lav Diaz
- Gran Premi del Jurat: Nocturnal Animals de Tom Ford
- Lleó d'Argent al millor director: (ex aequo):
  - Amat Escalante per La región galvaje
  - Andrei Konchalovsky per Ray
- Copa Volpi Cup a la millor actriu: Emma Stone per La La Land
- Copa Volpi al millor actor: Oscar Martínez per El ciudadano ilustre
- Premi al millor guió: Noah Oppenheim per Jackie
- Premi Especial del Jurat: The Bad Batch d'Ana Lily Amirpour
- Premi Marcello Mastroianni: Paula Beer pel seu paper a Frantz

Horitzons (Orizzonti)
- Millor Pel·lícula: Liberami de Federica Di Giacomo
- Millor Director: Home de Fien Troch
- Premi Especial del Jurat: Koca Dünya de Reha Erdem
- Millor Actriu: Ruth Díaz per Tarde para la ira
- Millor Actor: Nuno Lopes per Saint George
- Millor Guió: Ku Qian de Wang Bing
- Premi Horitzons al millor Curtmetratge: La Voz Perdida de Marcelo Martinessi

Premi Clàssics de Venècia
- Millor documental sobre Cinema: The Graduation de Claire Simon
- Millor pel·lícula restaurada: L'uomo dei cinque palloni de Marco Ferreri

Premis especials
- Lleó d'Or a tota la carrera: Jean-Paul Belmondo and Jerzy Skolimowski
- Premi Jaeger-LeCoultre Glory to the Filmmaker: Amir Naderi
- Premi Persol Tribute To Visionary Talent: Liev Schreiber

### Seccions autònomes
Els següents premis oficials i col·laterals foren concedits a pel·lícules de les seccions autònomes:
Setmana dels Crítics de Cinema Internacional de Venècia
- Lleó del Futur

Premi Luigi De Laurentiis a la pel·lícula de debut: Akher Wahed Fina d'Ala Eddine Slim
- Premi de l'audiència - Circolo del Cinema di Verona: Los nadie de Juan Sebastián Mesa
- Premi SIAE: Paolo Sorrentino
- Premi Mario Serandrei - Hotel Saturnia: The Last of Us d'Ala Eddine Slim

Dies de Venècia
- Premi Dies de Venècia: The War Show d'Andreas Dalsgaard i Obaidah Zytoon
- Premi BNL: Pamilya ordinaryo d'Eduardo Roy Jr.
- Premi Brian: La ragazza del mondo de Marco Danieli
- Premis Fedeora:
  - Millor pel·lícula: The Road to Mandalay de Midi Z
  - Millor jove director: Amanda Kernell per Sameblod
  - Millor actriu: Ashleigh Cummings per Hounds Of Love
  - Best European Film: Ne gledaj mi u pijat de Hana Jušić
- Premi FEDIC: Indivisibili d'Edoardo De Angelis
- Premi Gianni Astrei: Indivisibili d'Edoardo De Angelis
- Premi Label Europa Cinema: Sameblod d'Amanda Kernell
- Premi Lizzani: La ragazza del mondo de Marco Danieli
- Premi Lina Mangiacapre: Indivisible d'Edoardo De Angelis
- Premi MigrArti: No Borders de Haider Rashid
- Premi Open: Vangelo de Pippo Delbono
- Premi Francesco Pasinetti – SNGCI:
  - Millor pel·lícula: Indivisible de Edoardo De Angelis
  - Millor actor: Michele Riondino per La ragazza del mondo
  - Millor actriu: Sara Serraiocco per La ragazza del mondo

Menció especial: Angela i Marianna Fontana per Indivisibili
- Premi Lleó Queer: Hjartasteinn de Guðmundur Arnar Guðmundsson

### Altres premis col·laterals
Els següents premis col·laterals foren concedits a pel·lícules de la selecció oficial:
- Premi Arca CinemaGiovani:
  - Millor pel·lícula (Competició principal): Arrival de Denis Villeneuve
  - Millor pel·lícula italiana (Biennale College - Cinema): Orecchie' d'Alessandro Aronadio
- Premi Civitas Vitae: Piuma de Roan Johnson
- Premi FEDIC - Menció especials:

Il più grande sogno de Michele Vannucci (Horitzons)
Orecchie d'Alessandro Aronadio (Biennale College - Cinema)
- Premis FIPRESCI:[27]
  - Millor pel·lícula (Competició principal): Une Vie de Stéphane Brizé
  - Millor pel·lícula (Horitzons): Kékszakállú de Gastón Solnicki
- Premi Fondazione Mimmo Rotella
  - James Franco (director) i Ambi Pictures (productora) per In Dubious Battle
  - Paolo Sorrentino i Jude Law per la sèries The Young Pope (Fora de Competició)
  - Roan Johnson (director) i Lucky Red (distribuidor) per Piuma
  - Premi especial per la producció: Andrea Iervolino per In Dubious Battle (Il Cinema nel Giardino)
- Premi Enrico Fulchignoni – CICT-UNESCO: Mukti Bhawan de Shubhashish Bhutiani
- Premi Future Film Festival Digital: Arrival de Denis Villeneuve

Menció especial: Voyage of Time: Life’s Journey de Terrence Malick
- Premi Giovani Giurati del Vittorio Veneto Film Festival: El ciudadano ilustre de Gastón Duprat i Mariano Cohn
- Premi Green Drop (ex aequo):
  - Spira Mirabilis de Massimo D'Anolfi i Martina Parenti
  - Voyage of Time: Life’s Journey de Terrence Malick
- Premi Especial Nits dels Drets Humans: Ku Qian de Wang Bing (Horitzons)

Menció especial: Robinù de Michele Santoro (Il Cinema nel Giardino)
- Premi Interfilm: Seto Surya de Deepak Rauniyar (Horizons)
- Premi Lanterna Magica (CGS): Dark Night de Tim Sutton
- Premi Leoncino d'Oro Agiscuola: On the Milky Road d'Emir Kusturica

Menció Cinema per UNICEF: Ray d'Andrei Konchalovsky
- Ratolí d'Or: Jackie de Pablo Larraín
- Ratolí de Plata: Austerlitz de Sergei Loznitsa (Fora de competició)
- Premi NuovoImaie Talent: 
  - Millor jovee actor: Daniele Parisi pel seu paper a Orecchie (Biennale College - Cinema)
  - Millor jove actriu: Camilla Diana per Tommaso de Kim Rossi Stuart (fora de competició)
- Premi especial Francesco Pasinetti Special Prize: el repartiment de Piuma de Roan Johnson
- Premi Sfera 1932: Spira Mirabilis de Massimo D'Anolfi i Martina Parenti
- SIGNIS Award: Piuma de Roan Johnson

Menció especial: On the Milky Road d'Emir Kusturica
- Premi C. Smithers Foundation – CICT-UNESCO: The Bleeder de Philippe Falardeau (fora de competició)
- Premi Soundtrack Stars: Jovanotti per L'estate addosso de Gabriele Muccino (Il Cinema nel Giardino)
- Premi Sorriso Diverso Venezia – Millor pel·lícula italiana (ex aequo):
  - Questi giorni de Giuseppe Piccioni
  - Il più grande sogno de Michele Vannucci (Horitzons)
- Premi Sorriso Diverso Venezia – Millor pel·lícula estrangera: Ang Babaeng Humayo de Lav Diaz
- Premi Padre Nazareno Taddei: Ray d'Andrei Konchalovsky

Altres premis
- Premis Kinèo:[28]
  - Millor pel·lícula: Perfect Strangers de Paolo Genovese
  - Millor director: Daniele Luchetti per Call Me Francis 
  - Millor director debutant: Them who? de Francesco Micciché i Fabio Bonifacci
  - Premi SNCCI Audiència i Crítica: Roberto Andò per Le confessioni
  - Premi Movie&Art TaorminaFilmFest: Marco Giallini
  - Premi RAI Com a la millor pel·lícula italiana estrenada a l'estranger: They Call Me Jeeg directed de Gabriele Mainetti
  - Premi al millor cinema: Gabriele Mainetti per They Call Me Jeeg
  - Premi Excel·lència: Patty Pravo
  - Premi Cinema internacional: Sophie Turner
  - Millor Actor: Claudio Santamaria per They Call Me Jeeg
  - Millor Actriu: Paola Cortellesi per The Last Will Be the Last
  - Premi Especial Ferragamo Parfums a la millor actriu: Anna Foglietta per Perfect Strangers 
  - Millor enquesta cinematogràfica a la Millor pel·lícula: The Last Will Be the Last de Massimiliano Bruno
  - Millor actor secundari: Alessandro Borghi per Suburra
  - Millor actriu secundària: Matilde Gioli per Belli di papà i Un posto sicuro
  - Premi Excellence: Claudio Brachino
  - Premi Excellence We World: Carolina Crescentini
  - Premi Excellence: Laura Delli Colli
- 3r Premi Starlight Cinem[29]
  - Premi a la Carrera: Ottavia Piccolo
  - Premi a la Carrera: Giancarlo De Cataldo
  - Premi Internacional: Moon So-ri
  - Millor debut com a director: Gabriele Mainetti per They Call Me Jeeg
  - Millor actor: Claudio Santamaria per They Call Me Jeeg
  - Millor curt: La (ri) partenza de Milena Mancini i Vinicio Marchioni
  - Premi Social Trend Topic: Tini, la nuova vita di Violetta